# 2117 Danmark
2117 Danmark (1978 AC) là một tiểu hành tinh vành đai chính được phát hiện ngày 9 tháng 1 năm 1978 bởi Richard Martin West ở Đài thiên văn La Silla.